# Apamea kunashirina
Apamea kunashirina là một loài bướm đêm trong họ Noctuidae.